# هشت پیمان
هشت پیمان، روستایی از توابع بخش مرکزی شهرستان گچساران در استان کهگیلویه و بویراحمد است ، این روستا نزدیکترین روستایی می باشد که در ۵ کیلومتری شهرستان گچساران در جاده ( گچساران ـ آبشرین ) واقع شده است.

## جمعیت
این روستا در ۵ کیلومتری شهرستان گچساران قرار دارد و براساس سرشماری مرکز آمار ایران در سال ۱۳۹۵، جمعیت آن ۱۰۰ نفر (۳۰خانوار) بوده‌است.